# Corel Presentations
Corel Presentations é um software desenvolvido pela Corel destinado a edição de apresentações gráficas, de modo semelhante ao Impress (presente no Apache OpenOffice, no LibreOffice e em outras ramificações) e ao Powerpoint. Faz parte da suite de aplicativos Corel WordPerfect Office.